# Client de messagerie
Un client de messagerie, logiciel de messagerie ou courrielleur, est un logiciel qui sert à lire et envoyer des courriers électroniques. Ce sont en général des clients lourds mais il existe aussi des applications web (messagerie web ou webmail) qui offrent les mêmes fonctionnalités.
La caractéristique essentielle de tous ces logiciels est de permettre à un utilisateur d'accéder à sa ou ses boîtes de courriers électroniques.
Les clients de messagerie les plus connus sont : Microsoft Outlook, Gmail, Mozilla Thunderbird, Evolution (GNOME), Mail (Apple), Lotus Notes (IBM), Opera Mail, Foxmail, Mail (Microsoft).

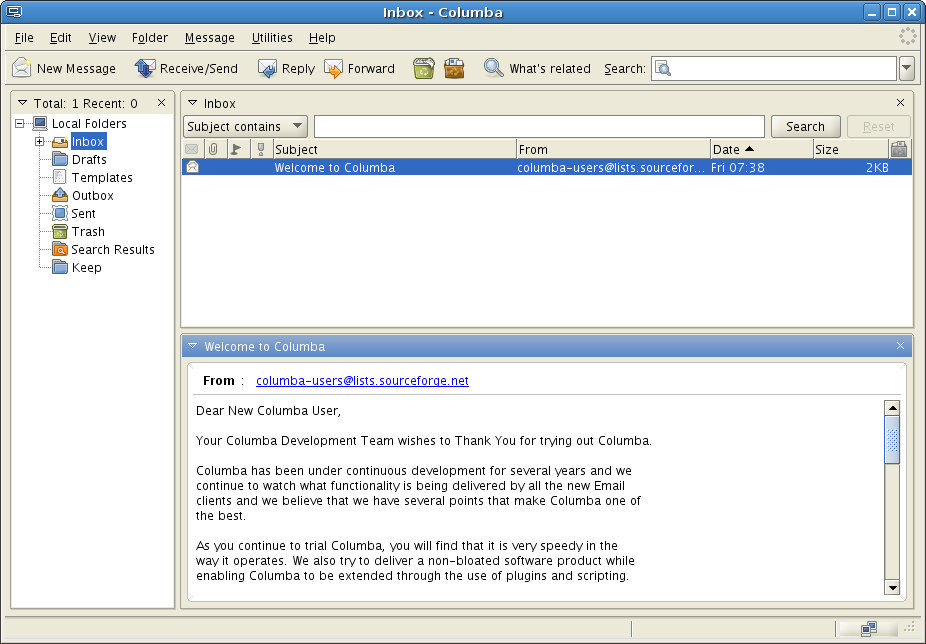
Capture d'écran du client de messagerie Columba fonctionnant sous Ubuntu 7.04.

## Historique
Lancé en 1989, Lotus Notes (racheté par IBM en 1995), inspiré de PLATO Notes (1973), était devenu le client de messagerie le plus utilisé sur Microsoft Windows[réf. nécessaire]. Mais par la suite Outlook Express (1996), installé par défaut avec le système d'exploitation, conquit les utilisateurs.
Jusqu’en 2004, les clients courriels lourds permettaient un stockage des messages en local, une absence de publicité, et une interface plus rapide que les webmails de l’époque. Mais la sortie de Gmail, offrant des fonctions habituellement réservés aux clients lourds et l’alignement progressif de ses concurrents a diminué la part d’utilisation de ces derniers. Même les entreprises ont commencé à se diriger vers les applications web, beaucoup plus souples et évolutives, et souvent plus sûres en termes de conservation des données. En effet un client de messagerie lourd utilisant le protocole POP est tributaire de la bonne santé du disque dur de l'utilisateur et, en cas de crash sans sauvegardes, les données peuvent être perdues, tandis qu'un accès en IMAP (principalement par des clients légers) garantit en général que les données sont dupliquées côté serveur et donc à l'abri des risques de panne du client. Néanmoins, le protocole POP permet aussi de laisser les messages sur le serveur...
Les clients lourds gardent cependant l'avantage de la rapidité de traitement (filtres, tris, classements...) de grandes quantités de courriels, permettent de gérer facilement plusieurs comptes de messagerie en même temps sans ressaisie du mot de passe et ils sont toujours utilisables en cas de déconnexion réseau temporaire. D'autre part, d'un point de vue sécurité et confidentialité, un effacement systématique sur le serveur après chaque relève, paramétré dans ces clients grâce à POP, peut éviter les lectures intrusives et les piratages de plus en plus courants...

## Description technique

### Réception du courrier
À l'origine, les clients de messagerie n'avaient besoin de connaître aucun protocole de communication pour fonctionner. En effet sur les systèmes UNIX, le programme mail (ou mailx) récupère le courrier dans un fichier au format Mbox et l'envoie par l'intermédiaire de la commande sendmail,. Dans ce cas, le serveur de messagerie électronique dont dépend l'utilisateur délivre le courrier directement dans sa boite dans le format correspondant.
Cependant, de nombreux clients utilisent des protocoles standardisés pour communiquer avec les serveurs.
La réception du courrier se fait soit grâce au protocole Post Office Protocol (POP) ou par le protocole Internet Message Access Protocol (IMAP). Dans le cas de POP, le courrier est transféré du serveur vers la machine cliente et est, en général, effacé du serveur. Le protocole IMAP, au contraire, permet une synchronisation du courrier entre le client et le serveur.
En plus de ces mécanismes standards, disponibles dans tous les logiciels de courrier électronique clients et serveur, il existe des mécanismes d'échange spécifiques à certains systèmes. Par exemple, MAPI est une API propriétaire de Microsoft, utilisés dans certains environnements Windows (par exemple Microsoft Outlook) pour communiquer avec des serveurs de messagerie de type Microsoft Exchange.

### Format des messages
Le format des messages est décrit essentiellement par le RFC RFC 5322. Il comporte un entête indiquant l'expéditeur, le destinataire, le sujet, la date et d'autres informations utiles pour le traitement du message. L'entête est suivi du corps du message. Le format des messages a été étendu grâce au standard MIME. Il permet d'inclure dans le corps du message des textes en divers encodages (pour les langues non européennes par exemple) et des pièces jointes.

### Autres fonctionnalités
Les clients de messagerie proposent souvent un éditeur de texte intégré, bien que cette fonctionnalité puisse être déléguée à un éditeur de texte externe.
Les clients permettent de gérer un carnet d'adresses. Ce carnet peut être relié à un annuaire, par exemple un annuaire X.500 ou LDAP.

## Sécurité

### Virus
La messagerie électronique est un moyen de propagation des virus informatiques.

### Chiffrement
Les messages transitent en clair sur les réseaux. Pour assurer la confidentialité de la transmission des messages, il faut utiliser le chiffrement. Il existe deux niveaux de protection : le niveau protocolaire et le chiffrement du contenu des messages.
Les protocoles mis en jeu (SMTP, POP et IMAP) permettent tous de chiffrer les connexions,.
Ce chiffrement assure que le message ne pourra pas être lu pendant l'envoi ou de la réception. Mais le message sera stocké en clair dans la boite du destinataire et sur les zones de stockage temporaire de tous les serveurs de messagerie qui auront participé au transport.
Pour assurer une complète confidentialité, il faut chiffrer le contenu du message lui-même de façon qu'il ne soit lisible que par le destinataire. Parmi les solutions possibles, on trouvera S/MIME et PGP basés sur la cryptographie asymétrique.

## Liste de clients de messagerie
| Nom                                              | Licence                                  | Détails | Plate-forme                                                |
| ------------------------------------------------ | ---------------------------------------- | --- | ---------------------------------------------------------- |
| Alpine                                           | Licence Apache                           | En mode console | Unix/Linux, Mac OS X, Microsoft Windows                    |
| Balsa                                            | GNU GPL                                  | GNOME, X11 | Unix/Linux, Mac OS X                                       |
| The Bat!                                         | Shareware                                | | Microsoft Windows                                          |
| Becky! Internet Mail                             | Shareware                                | | Microsoft Windows                                          |
| Bloomba                                          |                                          | | Microsoft Windows                                          |
| Brightmail                                       |                                          | | Microsoft Windows                                          |
| ContactOffice                                    |                                          | | Linux/Unix,Solaris,Microsoft Windows,Mac OS                |
| Claws Mail                                       | GNU GPL                                  | X11/GTK+ 2, Fork de Sylpheed | Cygwin, FreeBSD, Linux, Microsoft Windows, NetBSD, Solaris |
| Datula                                           |                                          | | Microsoft Windows                                          |
| Delta Mail                                       |                                          | | Microsoft Windows                                          |
| Dreammail                                        | Freeware                                 | Version originale en chinois | Microsoft Windows                                          |
| EdMax                                            |                                          | | Microsoft Windows                                          |
| Elm                                              | GNU GPL                                  | console | Unix/Linux                                                 |
| Elmo (logiciel)                                  | GNU GPL                                  | console | Unix/Linux                                                 |
| Mailbird                                         | Freemium                                 | | Microsoft Windows                                          |
| Microsoft Entourage                              | Propriétaire                             | | Mac OS                                                     |
| Eudora                                           | GNOME                                    | | Mac OS, Microsoft Windows, Palm OS                         |
| Eureka Email                                     |                                          | | Microsoft Windows                                          |
| Evolution                                        | GNU GPL                                  | GNOME, Gestionnaire d'information personnel. Peut très bien remplacer Outlook. Gratuit, courriel, agenda, tâches, news, Groupware | Unix/Linux, Mac OS X                                       |
| Foxmail                                          | Freeware                                 | | Microsoft Windows                                          |
| Geary                                            | GNU LGPL v2.1                            | GNOME, Vala | GNU/Linux                                                  |
| Gaston                                           | Shareware                                | | Microsoft Windows                                          |
| Gaucho                                           |                                          | | Microsoft Windows                                          |
| GNUMail                                          | GNU GPL                                  | | Unix/Linux, Mac OS X, Microsoft Windows                    |
| Gnus                                             | GNU GPL                                  | | Unix/Linux, Mac OS, Microsoft Windows                      |
| Novell GroupWise                                 |                                          | courriel, groupware, messagerie instantanée                                                                                       | Microsoft Windows, Mac OS, Linux                           |
| GyazMail                                         | Shareware                                | | Mac OS X                                                   |
| Hogunsoft                                        | Propriétaire                             | courriel, version collaborative                                                                                                   | Microsoft Windows                                          |
| IncrediMail                                      | version gratuite avec publicité          | IncrediMail Ltd | Microsoft Windows                                          |
| K-9 Mail                                         | Licence Apache 2.0                       | | Android                                                    |
| KMail                                            | GNU GPL                                  | KDE, X11 | Unix/Linux, Mac OS X                                       |
| Libremail                                        | licence libre moins juridique que la GPL | Mode texte, un fichier par courriel                                                                                               | Unix/Linux                                                 |
| Mail (Apple)                                     | Propriétaire                             | Fourni avec OS X | Mac OS X                                                   |
| Mail (Windows)                                   | Propriétaire                             | | Microsoft Windows                                          |
| Mailbird                                         | Propriétaire                             | Mailbird Inc | Microsoft Windows                                          |
| M2                                               | Freeware                                 | Le client de la suite web Opera                                                                                                   | Mac OS, Microsoft Windows, Unix/Linux                      |
| MailPeek                                         | Freeware                                 | Très léger (250 kb) | Microsoft Windows\|                                        |
| MailSmith                                        | Shareware                                | | Mac OS X                                                   |
| MacBiff                                          |                                          | notificateur de courriel, PowerPC                                                                                                 | Mac OS X                                                   |
| Mulberry                                         | Licence Apache                           | Client courrier orienté IMAP, agenda.                                                                                             | Mac OS, Microsoft Windows, Unix/Linux                      |
| Mutt                                             | GNU GPL                                  | console | Unix/Linux/win32/Mac OS X                                  |
| Mh-e                                             | GNU GPL                                  | console (emacs) | Unix/Linux/Mac OS X                                        |
| msh                                              | GNU GPL                                  | console (nmh) | Unix/Linux/Mac OS X                                        |
| NetMail                                          |                                          | | Microsoft Windows                                          |
| IBM Notes(Lotus Notes)                           | Licence propriétaire d'IBM               | Client courrier, news, Groupware, navigateur                                                                                      | Microsoft Windows/Unix/Linux/Mac OS                        |
| nPOP                                             |                                          | | Microsoft Windows                                          |
| nPOPQ                                            |                                          | | Microsoft Windows                                          |
| Nuvista Email                                    |                                          | | Microsoft Windows                                          |
| Opolis Secure Mail                               | Freeware                                 | Opolis Mail Client | Mac OS, Microsoft Windows                                  |
| Outlook                                          | Propriétaire                             | courriel, gestionnaire information personnel                                                                                      | Mac OS, Microsoft Windows                                  |
| Outlook Express, Windows Mail, Windows Live Mail | Propriétaire                             | Fourni avec Windows puis inclus dans Windows Live                                                                                 | Mac OS, Microsoft Windows                                  |
| Palm VersaMail                                   |                                          | Fourni de série sur les PDA Tungsten et Zire                                                                                      | Palm OS                                                    |
| Pegasus Mail                                     | Freeware                                 | | Microsoft Windows                                          |
| Pine email client                                |                                          | En mode console | Unix/Linux, Mac OS X, Microsoft Windows                    |
| PlexMailer                                       |                                          | | Microsoft Windows                                          |
| PocoMail                                         | Shareware                                | | Microsoft Windows                                          |
| PopMonitor                                       |                                          | notificateur de courriel, PowerPC                                                                                                 | Mac OS X                                                   |
| Pocket Outlook                                   |                                          | | Pocket PC                                                  |
| Blueprint PMMail                                 |                                          | | Microsoft Windows                                          |
| Roundcube                                        | GNU GPL                                  | Version actuelle v1.1.5 | Multiplateforme (Client Web)                               |
| si.Mail                                          | GNU GPL                                  | X11 | Microsoft Windows                                          |
| SOGo                                             | GNU GPL                                  | Groupware avec fonctionnalités web, calqué sur Mozilla Thunderbird                                                                | Unix/Linux, Microsoft Windows, MacOS X                     |
| Sylpheed                                         | (GNU GPL)                                | X11 | Unix/Linux, Microsoft Windows                              |
| TuruKame Mail                                    |                                          | | Microsoft Windows                                          |
| Visual Mail                                      |                                          | | Microsoft Windows                                          |
| Unipile                                          | Freemium                                 | Client multi-messageries et multi-plateformes, application inbox zero                                                             | Mac OS, Microsoft Windows, Unix/Linux, Android, Client Web |
| VSMail Client                                    |                                          | | Microsoft Windows\|                                        |
| WeMail32                                         |                                          | | Microsoft Windows                                          |
| WinBiff                                          |                                          | | Microsoft Windows                                          |
| WinMail                                          |                                          | | Microsoft Windows                                          |
| Zimbra Desktop                                   | Open Source                              | Remplace Outlook en Open Source                                                                                                   | Mac OS, Microsoft Windows, Unix/Linux                      |
| Clients liés à Mozilla                           |                                          | |                                                            |
| Mozilla Application Suite                        | MPL                                      | Client de courriel intégré à cette suite web (abandonné)                                                                          | Mac OS, Microsoft Windows, Unix/Linux                      |
| SeaMonkey                                        | MPL                                      | Reprise de la suite Mozilla Application Suite, suite internet complète                                                            | Mac OS, Microsoft Windows, Unix/Linux                      |
| Netscape Navigator                               | Freeware                                 | Abandonné | Mac OS, Microsoft Windows, Unix/Linux                      |
| Thunderbird                                      | Licence MPL                              | Client courrier et news, successeur de Mozilla Application Suite                                                                  | Mac OS, Microsoft Windows, Unix/Linux                      |
| IceDove                                          | GNU GPL                                  | Version GNU GPL de Thunderbird | Unix/Linux                                                 |